# Effektivpreis
Der Effektivpreis oder effektive Preis drückt den für eine Ware oder Dienstleistung tatsächlich zu zahlenden Preis pro Stück bzw. pro Nutzungseinheit aus.

## Prinzip
Analog zum Konzept des Effektivzinses bei Finanzprodukten soll die Bezifferung eines Effektivpreises die realistische Kostenabbildung und Vergleichbarkeit bei Produkten mit komplexen Preisstrukturen ermöglichen. Anwendungsfälle sind zum Beispiel dann gegeben, wenn der tatsächliche Preis bzw. die tatsächlichen jährlichen Kosten sich aus mehreren Preiselementen zusammensetzen oder wenn eine direkte Vergleichbarkeit der Preise durch einmalig berechnete Gebühren, Bonusleistungen oder Rabatte erschwert wird. Grundlage der Berechnung bildet meist die Mindestvertragslaufzeit. Bei Laufzeitverträgen kann der Effektivpreis in Form der effektiven Jahreskosten ausgedrückt werden.

## Anwendungsgebiete
Anwendung findet der Effektivpreis-Vergleich zum Beispiel bei:
- Strom- und Gasverträgen,[1]
- DSL-Verträgen,[2][3][4]
- Mobilfunktarifen[5]
- Zeitschriften-Abonnements.[6]

## Definition
Im Marketing und in der Warenwirtschaft findet sich auch eine Definition des Effektivpreises, die aus der Sicht des Anbieters vorgenommen wird: Hier ist der Effektivpreis der tatsächlich vom Anbieter für den Verkauf einer Ware oder Dienstleistung vereinnahmte Preis, nach Abzug von Händler- oder Mengenrabatten, Skonti und Boni, Versandkosten und Verkaufsförderungskosten.

## Nutzen des Effektivpreis-Konzepts
Durch die Liberalisierung der Telekommunikations- und Energiemärkte hat sich eine für den Verbraucher kaum überschaubare Vielfalt von Anbietern und Tarifmodellen herausgebildet. Geworben wird für solche Tarife oft auf der Basis der von den Anbietern angegebenen Kosten des ersten Jahres. Dieses „Preisschild“ ist jedoch oft durch einmalige Boni oder Rabatte, die nur für das erste Jahr gelten, stark geschönt. Zudem bleiben andere kostenbeeinflussende Regelungen der Allgemeinen Geschäftsbedingungen bei diesen Preisschild-Angaben unberücksichtigt. In der Folge taugen diese Preisschilder nicht wirklich für einen Kostenvergleich der verschiedenen Tarifprodukte. Die Erfassung sämtlicher kostenrelevanter Elemente einer Preisregelung bei der Bildung eines Effektivpreises macht dagegen die tatsächlich zu erwartenden Kosten sichtbar und ermöglicht einen Vergleich auch sehr unterschiedlich konstruierter Vertragsmodelle. Der Effektivpreis-Vergleich bietet dem Verbraucher eine schnellere Orientierung in einem Markt komplexer Produkte.

## Berechnung des Effektivpreises
Anders als beim effektiven Jahreszins, gibt es bisher keine gesetzlichen Vorgaben zur Berechnungsmethodik des Effektivpreises (Vorgaben zur Anwendung und Berechnung des effektiven Jahreszinses finden sich in der Preisangabenverordnung). Folgende Vorgehensweise hat sich jedoch etabliert:
Alle Kosten, die mit einer Bestellung verbunden sind, werden addiert. Bei einem Laufzeitvertrag betrifft dies alle Kosten, die während der geplanten Laufzeit anfallen.
Typische Kostenelemente können sein:
- Grundpreis (Beispiel Strom- und Gasverträge: pro Jahr; Beispiel Betonstahl: pro kg),
- einmalige Anmelde-, Einrichtungs- oder Bereitstellungsgebühr (Beispiel: Telekommunikationsverträge),
- Aufnahmegebühr (bei Energie- oder anderen Einkaufsgenossenschaften),
- Bearbeitungs- oder Servicepauschale pro Bestellung,
- Anschaffungskosten für die bei der Nutzung der Dienstleistung eventuell benötigten Geräte (Beispiel: DSL-Modem),
- Bezugsnebenkosten, insbesondere Transport- oder Versandkosten (bei Warenlieferungen),
- Aufpreise (Beispiel Betonstahl: für bestimmte Querschnitte),
- Netzentgelte (bei Telekommunikations- und Energieverträgen),
- mit der Vertragsabwicklung verbundene Steuern, Abgaben und Umlagen (Beispiel Stromverträge: Stromsteuer, Umlagen nach dem Erneuerbare-Energien-Gesetz, dem Kraft-Wärme-Kopplungsgesetz oder der Verordnung über Entgelte für den Zugang zu Elektrizitätsversorgungsnetzen, Konzessionsabgabe, Umsatzsteuer),
- Kosten pro Liefereinheit (bei Waren: pro Stück; bei Energieverträgen: pro Kilowattstunde oder pro Kilowattstunden-Paket; bei Telekommunikationsverträgen: pro Einheit oder pro Monat), multipliziert mit den bestellten bzw. erwarteten Abnahmemengen,
- Kosten von Mehrverbrauchsmengen (Beispiel Energieverträge: die erwarteten Abnahmemengen jenseits der Menge eines Strom- oder Gaspakets), unter Anwendung des meist erhöhten Mehrverbrauchspreises,
- Zinskosten für geforderte Vorkasse-Leistungen des Kunden.

Von diesen Kosten werden abgezogen: eventuelle
- Skonti,
- Rabatte,
- einmalige Neukunden-Boni, sofern sie bei der beabsichtigten Vertragslaufzeit zum Tragen kommen, sowie
- der Wert von Freimengen (z. B. Frei-Kilowattstunden bei Energieverträgen).

Die auf diese Weise errechneten, mit einer Bestellung verbundenen effektiven Gesamtkosten werden nun durch die mit der Bestellung verbundenen Liefereinheiten geteilt. So erhält man den Effektivpreis pro Stück (Beispiel Waren), pro Monat (Beispiel DSL-Anschluss), oder pro Kilowattstunde (Beispiel Strom und Gas).

## Beispiele

### Strom- und Gaspreisvergleich
Die geringe Aussagekraft von reinen „Preisschildvergleichen“ bei Strom- und Gasverträgen nahm im Jahr 2011 der Energiedienstleister HausPilot zum Anlass, mit einem „AGB-Faktor“ erstmals die Kostenauswirkungen der Allgemeinen Geschäftsbedingungen von Strom- und Gasverträgen zu erfassen und darüber eine Effektivpreis-Prognose für diese Verträge zu berechnen. Der Effektivpreis-Vergleich von HausPilot bildet ab, dass die zu erwartenden effektiven Kosten eines Energievertrags während einer mehrjährigen Haltedauer umso näher an dem vom Anbieter genannten Preisschild für das erste Vertragsjahr liegen werden,
- je geringer der einmalige Neukundenbonus ist,
- je längerwirkend und je stärker die Preisgarantieaussage ist,
- je höher die Wechselchance auf Grund der Kürze von Mindestvertragslaufzeit und Kündigungsfrist ist und
- je geringer die zu leistenden Vorkasse- oder Kautionszahlungen sind.

### DSL-Preisvergleich
Durch die Berechnung des Effektivpreises können die tatsächlichen monatlichen Kosten des DSL-Anschlusses bestimmt werden. Dazu werden für die beabsichtigte Vertragslaufzeit addiert: die monatliche Grundgebühr, eventuelle Gebühren für die Hardwaremiete oder Sonderoptionen, einmalige Kosten wie zum Beispiel Anschlussgebühr oder Versandkosten. Von diesen Gesamtkosten werden eventuelle Startguthaben oder Wechselboni abgezogen. Der resultierende Betrag wird dann durch die Monate der Vertragslaufzeit geteilt, wobei hier auch Gratismonate berücksichtigt werden.